# گردان‌های وعدالله
گردان‌های وعدالله، یک گروه شبه نظامیِ بحرینی و شیعه است. این گروه در حال حاضر توسط کانادا، بحرین، مصر، عربستان سعودی، ایالات متحده، امارات و اسرائیل به عنوان یک گروه تروریستی شناخته شده‌است. این گروه مسئولیت ۳ حمله را بر عهده گرفته‌است.

## ایدئولوژی و دیدگاه ها
این گروه موضع طرفداری خود از ایران را مشخصا اعلام کرده‌است. این گروه اغلب از آمریکا به خاطر دخالتش در خاورمیانه انتقاد کرده‌است. این گروه همچنین اعلام کرده‌است که منافع اسرائیل در بحرین را تخریب می‌کند.
- پس از ترور سید حسن نصرالله، گردان‌های الاشتر و گردان های وعدالله (که معروف به مقاومت اسلامی در بحرین هستند) طی بیانیه ای درگذشت نصرالله را به «ساحت مقدس امام عصر (عج) و نائب بر حق ایشان، سید علی خامنه‌ای (مدظله العالی)» تسلیت گفتند. در این بیانیه آمده است: «هر صهیونیستی که در خاک بحرین اسلامی است، خونش مباح است چراکه آنها محارب با خدا و پیامبرانش هستند.» مقاومت اسلامی بحرین ضمن درخواست برای بسیج عمومی افزود: «ما باید تصاویر سید حسن نصرالله را در همه جا برافراشته و روستاها و شهرهایمان را با پرچم‌های زرد رنگ (پرچم‌های حزب‌الله) تزیین کنیم و عشق او را در دل‌های نسل‌هایمان تثبیت کنیم.»[۵]